# Ferdinand Büchner
Ferdinand Büchner (* 13. Dezember 1823 in Pyrmont; † 1906 in Moskau) war ein Flötist und Komponist.

## Leben
Ferdinand Büchner begann im frühen Alter das Flötenstudium bei seinem Vater, der eine führende Rolle im Musikleben von Bad Pyrmont spielte. Anschließend erhielt er Unterricht bei dem Flötisten Christian Heinemeyer. Im Alter von 13 Jahren trat er in London mit großem Erfolg erstmals öffentlich auf. 1847 erhielt er ein Engagement in Berlin, wo er drei Jahre lang blieb. 1850 reiste er nach Russland und nahm sechs Jahre lang intensiv am Musikleben in St. Petersburg teil. 1856 berief man ihn als Soloflötist an das Bolschoi-Theater in Moskau. Er behielt die Stellung bis kurz vor seinem Tod. Sein ausgezeichneter Ruf als Solist und Lehrer brachte ihm die Berufung als Professor an das Moskauer Konservatorium von Nikolai Rubinstein, dessen Mitgründer er war.

## Werk
Büchner stand in der romantischen Tradition virtuoser Musiker, die auch komponierten. Er schrieb zahlreiche Stücke für Flöte, darunter acht Konzerte. Als sein schönstes Konzert gilt das Konzert in f-Moll op. 38, das dem Verleger Julius Heinrich Zimmermann gewidmet ist.